# Vạn Vinh, Hoa Liên

Vị trí tại Hoa Liên

Vạn Vinh (tiếng Trung: 萬榮鄉; bính âm: Wànróng Xiāng) là một hương (xã) của huyện Hoa Liên, tỉnh Đài Loan, Trung Hoa Dân Quốc (Đài Loan). Hương nằm trên dãy núi Trung ương với địa hình mấp mô, độ cao trun bình là khoảng 600 mét. Vạn Vinh có nền kinh tế phụ thuộc vào nông nghiệp và cư dân chủ yếu là thổ dân Đài Loan. Vạn Vinh có diện tích 618,4910 km², dân số vào tháng 8 năm 2011 là 6.737 người thuộc 2.117 hộ gia đình, mật độ cư trú đạt 10,9 người/km².